# محمد العربي الدرقاوي
أبو المعالي محمّد العربي الدرقاوي الزروالي (1760-1823) قيادي صوفي مغربي للطريقة الشاذلية ومؤلف للرسائل المتعلقة بالذكر الذي بشر به وتعليمات الحياة اليومية. شدد تجنب الأمور الدنيوية (الدنيا) وتحدث ضد الطرق الصوفية الأخرى مستغلاً ادعاءات البركة. سجنه الحاكم المغربي مولاي سليمان (حكم من 1792 إلى 1822) لدعمه الثورات ضد العرش، لكن أطلق سراحه أبو الفضل عبد الرحمن بن هشام (حكم من 1822 إلى 1859).
وجدّه الّذي ينسب إليه فهو أبو عبد الله محمد بن يوسف الملقّب بأبي درقة، وكانت له درقة يتّفي بها في الحرب، فصار يقال له «أبو درقة».

## نشأته
ولد (محمّد العربيّ الدرقاويّ) سنة (1159 هـ) الموافق (1745 م) بقبيلة بني زروال الأمازيغية.
نشأ في بيت أهله، وحفظ القرآن في السلكة الأولى حفظًا مُتقنًا. قال: «كنت أسلك للطلبة ألواحهم وكثيرًا ما أقبض اللوح بيدي وأقول لصاحبه قبل أن أنظر فيه هذا اللوح ثقيل فيه كذا وكذا خسارة أو خفيف ما فيه إلاَّ كذا وكذا أو لا شيء فيه فلا أجد إلاَّ ما أخبرتهم به إلهاماً من الله سبحانه وتعالى». و كانت حالته في القراءة عدم التَّكلف بل يكتب اللوح ويتأمله قليلاً ويتركه ويشتغل بالكتابة بألواح الطلبة ويسرد معهم وكذلك قراءته للسبع حتَّى حفظها وكان وقت صباه مشتغلا بالقراءة والزيارة.

## ملاقاته بشيخه
أخذ عن جماعة الشيخ أبو الحسن علي العمراني الجمل الفاسي الذي يتصل سند الصحبة عنذه إلى ابن عطاء الله السكندري صاحب الحكم العطائية عن (أبي العباس المرسيّ) و عن (أبي الحسن الشاذليّ.).
لقي الشيخ علي الجمل 1182 هـ / 1768 م. قال العربي الدرقاوي : 
| محمد العربي الدرقاوي | و كان من عادتي أن لا أقوم على أمر من الأمور جليلاً أو حقيرًا إلاَّ بعد الاستخارة النبوية فاستخرت الله في تلك الليلة فبت أخوض في صفاته أي الشيخ المربي كيف هو؟ وكيف تكون ملاقاتي معه؟ حتى لم يأخذنِ النوم تلك الليلة ولـمَّا قصدته لزاويته بالرميلة التي بين المدن عدوة الوادي من جهة القبلة شرفها الله وهي التي ضريحه بها الآن مشهور مقصودٌ للزيارة فدققت الباب فإذا به قائمٌ يشطب أي يكنس الزاوية إذ كان لا يترك تشطيبها بيده المباركة كل يوم مع كبر سنه وعلو شأنه فقال أيش تريد؟ قلت أريد ياسيدي أن تأخذ بيدي لله فقام معي قومةً عظيمةً ولبَّس الأمر عليَّ وأخفى عني حاله وصار يقول من قال لك هذا؟ ومن أخذ بيدي أنا حتَّى آخذ بيدك؟ وزجرني ونهرني وكل ذلك اختبارًا لصدقي فوليت من عنده قال فاستخرت الله تلك الليلة أيضًا فصليت الصبح وقصدته لزاويته أيضًا فوجدته على حاله يشطب الزاوية فدققت الباب ففتح لي وقلت تأخذ بيدي لله؟ فقبض علي يدي وقال لي مرحبًا بك وأدخلني لموضعه بالزاوية وفرح بي غاية الفرح وسُـرَّ بي غاية السرور فقلت له يا سيدي كم لي أُفتش على شيخ؟! فقال لي وأنا أفتش على مريد صديق!!! فلقنني الوِردَ وقال لي امش واجيء أي تردد علي بلا حرج أو تعالى لتزورني بدون حرج فكنت أمشي وأجيء كلَّ يوم فيذكرني مع بعض الإخوان من أهل فاس حرسها الله من كلِّ بأس | محمد العربي الدرقاوي |

ولزم العربي الدرقاوي شيخه سنتين ولما فاجأه الفتح المبين استأذن شيخه في الرحيل بأولاده من فاس إلى بلده قبيلة بني زروال فأذن له في ذلك.

## نسبه الروحي
وأعلى هذه الشجرة الربانية نبينا محمد بن عبد الله ﷺ وعلي بن أبي طالب (ت 40هـ) والحسن البصري (ت 110هـ) الشيخ الحبيب العجمي (ت 125هـ) الشيخ داوود الطائي (ت 150هـ) الشيخ معروف الكرخي (ت 201هـ) الشيخ سري السقطي بن المغلس (ت 251هـ) الشيخ أبو القاسم الجنيد (ت 297هـ) الشيخ أبو محمد الجريري (ت 312هـ) الشيخ أبو طالب المكي (ت 386هـ) الشيخ أبو المعالي عبد الملك (ت 478هـ) الشيخ أبو حامد الغزالي (ت 505هـ) الشيخ محمد بن المعارفي (ت 543هـ) الشيخ أبو الحسن علي بن حرازم (ت 559هـ) الشيخ أبو يعزى (ت 572هـ) الشيخ أبو مدين شعيب (ت 594هـ) الشيخ أحمد السني (624هـ)الشيخ أبو يزيد عبد الرحمن الزيات ()الشيخ عبد السلام بن مشيش (ت 622هـ)الشيخ أبو الحسن الشاذلي(ت 656هـ) الشيخ أبو العباس المرسي (ت 686هـ) الشيخ أحمد ابن عطاء الله السكندري (ت 709هـ) الشيخ الحسن القرافي (/)الشيخ أحمد بن عقبة الحضرمي (ت 854هـ) الشيخ أحمد زروق (ت 899هـ) إبراهيم الفحام(/) علي الصنهاجي الدوار (ت 940هـ/941هـ) عبد الرحمن المجذوب (ت 976هـ/1568) يوسف الفاسي الفهري (ت 1013هـ) عبد الرحمن الفاسي الفهري (ت 972هـ/1564) محمد بن عبد الله معن الأندلسي (ت 1062هـ) قاسم لخصاصي(/) أحمد بن عبد الله معن الأندلسي (ت1120هـ ) محمد العربي بن أحمد بن عبد الله معن الأندلسي ( ت 1166هـ/1753م) علي العمراني الجمل (ت1193هـ/1779م).

## أحواله
قال الشيخ أبو العبَّاس أحمد بن عجيبة الأنجري الحسني وهو أحد تلاميذه : مكث مولانا العربي على هذه الحالة الموصوفة خمسًا وعشرين سنةً، لا يترك من عشائه لغدائه، ولا غذائه لعشائه، بل حتى ما يكون في الصباح من دهن الفتيلة -أي فتيلة المصباح الزيتي الذي كان يستعمل للإضاءة ليلاً- ثقةً بالله، واعتصامًا بالله، وكان تأتيه الفتوح من عند الله، ولا يأخذ منها إلاَّ قدر ضرورته وزوجه وأولاده منها، وهم جماعة كالطير في وكرها غدواً وأصيلاً، حتى أتاه الإذن من الله، فكان يأخذ بالله كما كان يترك لله، وصار يزيد بكل شيء ولا ينقص منه شيء.

## تلاميذه
عُــرف بأنه مجدد الطريقة الشاذلية وطار صيته شرقا وغربا فتوافد للأخذ عنه كبار العلماء والصـلاح وطلاب العلم آنذاك وانتفعوا به وبتوجيهاته ونصائحه، حتى قال أحد الحفاظ المحدثين :إن أتباع مولاي العربي الدرقاوي بلغوا في حياته 100 ألف منهم 40 ألف شيخ دال على الله وعارف بحضرته العلية، ومن أشهرهم :
1. محمد بن أحمد البوزيدي صاحب كتاب (الآداب المرضية لسالك طريق الصوفية)
2. أحمد بن عجيبة الإدريسي صاحب كتاب: (إيقاظ الهمم في شرح الحكم)
3. أبو عزة المهاجي
4. محمد بن عبد القادر الباشا
5. محمد الحــراق التطواني
6. أحمد البدوي زويتن
7. المحدث عبد القــادر الكوهن الفاسي
8. عبد الواحد الدباغ الفاسي
9. أحمد بن عبد المؤمن الغماري وغيرهم كثير.

## وفاته
توفي ليلة الثلاثاء، 22 صفر الخير، 1239هجرية الموافق لسنة 1825ميلادية عن سن عالية، نحو 80 سنة. غسلته زوجه مريم بنت الشيخ ابن خدة الحسناوي، وصلى عليه عبد الرحمن من حفدة الشيخ أبي البقاء عبد الوارث اليصلوتي العثماني، وكل ذلك بإيصائه. ودُفن بزاويته ببني زروال بحبل الزبيب، وهي على مسيرة يومين من مدينة فاس.